# Bruno Alsen
Friedrich Bruno Alsen (* 7. Januar 1861 in Drewshof (Kreis Elbing); † 16. November 1913 in Trier) war ein deutscher Jurist und Landrat im Landkreis Wittmund und im Landkreis Fraustadt.

## Leben
Alsen wurde 1861 als Sohn des Gutsbesitzers von Drewshof geboren und studierte Rechtswissenschaften an den Universitäten in Freiburg und Marburg. 1878 wurde er Mitglied der Burschenschaft Franconia Freiburg und 1880 Mitglied der Burschenschaft Alemannia Marburg. Von 1881 bis 1884 war er Gerichtsreferendar und wurde Hauptmann der Reserve, 1884 Regierungsreferendar in Danzig, 1887 Regierungsassessor in Lüneburg, um dann 1889–1897 Landrat in Wittmund und 1898–1904 in Fraustadt zu werden. Ab 1903 war er Oberregierungsrat und Leiter der Abteilung für Kirchen- und Schulwesen. Ab 1909 arbeitete er als Stellvertretender Regierungspräsident in Trier.